# Pyrus fedorovii
Pyrus fedorovii är en rosväxtart som beskrevs av S. Kuthath.. Pyrus fedorovii ingår i släktet päronsläktet, och familjen rosväxter. Inga underarter finns listade i Catalogue of Life.